# Gainesville (Florida)
Gainesville is een plaats (city) in de Amerikaanse staat Florida, en valt bestuurlijk gezien onder Alachua County. In Gainesville is de University of Florida gevestigd, een van de grootste universiteiten van de Verenigde Staten.

## Demografie
Bij de volkstelling in 2000 werd het aantal inwoners vastgesteld op 95.447.
In 2006 is het aantal inwoners door het United States Census Bureau geschat op 108.655, een stijging van 13208 (13.8%).

## Geografie
Volgens het United States Census Bureau beslaat de plaats een oppervlakte van
127,2 km², waarvan 124,8 km² land en 2,4 km² water.

## Plaatsen in de nabije omgeving
De onderstaande figuur toont nabijgelegen plaatsen in een straal van 32 km rond Gainesville.

## Geboren
- Don Felder (20 november 1947), muzikant
- Tom Petty (20 oktober 1950), muzikant
- Rodney Mullen (17 augustus 1966), skateboarder
- Alysia Reiner (21 juli 1970), actrice, filmproducente en scenarioschrijfster
- Sung Kang (8 april 1972), acteur
- Maya Rudolph (27 juli 1972), zangeres, actrice en comédienne
- Brittany Daniel (17 maart 1976), actrice
- Cynthia Daniel (17 maart 1976), actrice en fotografe
- Shane McRae (23 juli 1977), acteur
- Robert Hoffman (21 september 1980), acteur
- Peter Marshall (9 maart 1982), zwemmer
- Thomas Sanders (24 april 1989) Online Influencer
- Noah Lyles (18 juli 1997), atleet